# State of Fear

State of Fear (Ned. vert.: Staat van angst) is een boek van de Amerikaanse schrijver Michael Crichton over de theorie met betrekking tot de Opwarming van de Aarde. In deze thriller strijdt een geheim agent tegen een nietsontziende milieuorganisatie die door middel van sabotage de publieke opinie naar haar hand wil zetten.

## Het verhaal
In Parijs wordt een medewerker van een waterloopkundig laboratorium vermoord. Een aantal geheimzinnige lieden voeren vervolgens in het geheim een experiment uit, waarna alle sporen van hun aanwezigheid worden uitgewist.
Een onbekend persoon verwerft in een jungle in Maleisië de zogenaamde cavitatietechnologie, waarmee vaste gesteenten op grote diepte kunnen worden verpulverd.
In Vancouver probeert iemand een mini-onderzeeër te leasen. Wanneer de verhuurder nattigheid voelt, wordt deze om het leven gebracht.
Een geheim agent ontdekt verbanden tussen deze gebeurtenissen en komt erachter dat een gerespecteerde milieubeweging op een geraffineerde wijze de publieke opinie probeert te beïnvloeden. Door een aantal rampen zelf te initiëren hoopt men tijdens een congres de wereld te overtuigen van de gruwelijke gevolgen van de opwarming van de aarde.
Vervolgens ontstaat er een klassieke achtervolging, waarin de hoofdpersonen deze rampen proberen te voorkomen.

## Hoofdkarakters
Peter Evans,
George Morton,
Nicholas Drake,
Sarah Jones,
Jennifer Haynes,
John Kenner.

## Achtergrond
Alhoewel het boek leest als een thriller, worden grafieken, voetnoten en bronvermeldingen gebruikt om uitspraken kracht bij te zetten. Crichton kiest hierbij (gemotiveerd) de zijde van de sceptici op het gebied van de opwarming van de Aarde. Het boek is voorzien van meerdere bijlagen en naschriften, waaronder:
- Opmerkingen van de auteur, waarin Crichton zijn visie met betrekking tot Global Warming verklaart.
- Aanhangsel I; Waarom gepolitiseerde wetenschap gevaarlijk is. Een uiteenzetting met betrekking tot het gevaar van de invloed van politiek op wetenschap.
- Aanhangsel II; Bronnen van gegevens in grafieken. Een bronverklaring van gebruikte data.
- Bibliografie. Een uitgebreide lijst van geraadpleegde literatuur.